# Муги (Дагестан)
Муги́ (дарг. МухIxlе) — село в Акушинском районе Дагестана.
Образует сельское поселение село Муги как единственный населённый пункт в его составе.

## География
Расположено в 7 км к северо-востоку от села Акуша на склоне хребта Ккаралабаг.

## История
Касательно основания села существует две версии одного распространённого предания:
- После какого-то военного бедствия уцелевшие жители местного плато стекались у возвышенности Эла-Дубура, где было основано Бек-Ши (с дарг. «главное село»). По какой-то причине жители покинули его — выходцы основали Губден и ещё 9 горных джамаатов. Оставленные земли были признаны общими для 10 образовавшихся сёл. Их было решено не дробить, а использовать поочерёдно.
- Согласно другой версии, исконное селение находилось на горе Шамхал в урочище Шибарк (с дарг. «место села»). Но после войны уцелело лишь 12 мужчин с семьями: село было разрушено. Тогда они решили расселиться. Трое основали Губден, остальные — девять крупных горных сёл: Кадар, Мекеги, Акуша, Усиша, Цудахар, Гапшима, Муги, Сирха и Урахи[4].

Согласно эпиграфическим данным, в 1379—1380 годах в селе была построена боевая башня.
Село было разорено во время похода Тимура в Дагестан в 1395 году. Во время земляных работ на территории сражения находят останки умерших в этой битве мугинцев. После разгрома завоеватели ворвались в селение и разрушили его. Попавшие в руки завоевателей старики, женщины и дети были растоптаны вражеской конницей.
Древнейшая эпитафия на кладбище села датируется 1671—1672 годами.

## Население
| 1888  | 1895  | 1926  | 1939  | 1959  | 1970  | 1989  |
| ----- | ----- | ----- | ----- | ----- | ----- | ----- |
| 3385  | ↘2347 | ↘1950 | ↗2073 | ↘1610 | ↗2274 | ↘1917 |
| 2002  | 2010  | 2012  | 2013  | 2014  | 2015  | 2016  |
| ↗3154 | ↗3372 | ↘3301 | ↘3269 | ↘3208 | ↘3177 | ↘3174 |
| 2017  | 2018  | 2019  | 2020  | 2021  | 2023  | 2024  |
| ↘3104 | ↘3057 | ↘3026 | ↘3002 | ↗3052 | ↘2997 | ↘2986 |
| 2025  |       |       |       |       |       |       |
| ↗3002 |       |       |       |       |       |       |

Известные уроженцы